# Metastivalius anaxilas
Metastivalius anaxilas är en loppart som först beskrevs av M.Rothschild 1934.  Metastivalius anaxilas ingår i släktet Metastivalius och familjen Stivaliidae. Inga underarter finns listade i Catalogue of Life.